# Mujeres asesinas (serie de televisión argentina)
Mujeres asesinas es una serie de televisión argentina de drama y suspenso emitida por primera vez el 19 de julio de 2005 por Canal 13. Está inspirada en el libro Mujeres asesinas de Marisa Grinstein, quien documenta casos reales de homicidios perpetrados por mujeres. El reparto reúne a las actrices más prestigiosas del país, quienes ponen cuerpo y alma a comprometidas historias, logrando elaboradas composiciones de personajes. Diferentes mujeres con problemas y angustias diversas que las llevan a cometer terribles crímenes, muchos de ellos motivados por amores contrariados, celos exacerbados y locuras temporales.
El formato fue vendido a Colombia, México, Ecuador e Italia, aunque algunos episodios no fueron adaptados a nuevas versiones debido a la violencia física, verbal, sexual y temas controversiales que se abordan.
La serie ha tenido un gran impacto social, no solo por su éxito de audiencia, sino también por su capacidad para sensibilizar al público sobre la problemática de la violencia contra la mujer. También ha logrado romper el silencio sobre la violencia de género, mostrando las historias de mujeres que sufren abusos y cómo la desesperación puede llevarlas a tomar decisiones extremas.

## Fondo
Tomando como base de los capítulos de homicidios perpetrados por mujeres en Argentina, se realizó una adaptación a una serie de televisión que constaba de trece episodios, pero posteriormente fueron veintidós episodios que formaron parte de la primera temporada. Debido al éxito acumulado, se realizaron cuatro temporadas en total.
Es la serie con mayor nominaciones en los Premios Martín Fierro, en donde obtuvo el Martín Fierro de Oro, máximo galardón que entrega APTRA, la Asociación de Periodistas de la Televisión y Radiodifusión Argentina.

## Sinopsis
Cuenta las historias de criminales argentinas que en su momento supieron llamar la atención de los medios. Son casos reales de mujeres muy desdichadas, que se sienten solas, sin afecto, y que cometieron crímenes, pero que revisando sus historias, se puede entender como la vida las fue llevando a un destino trágico. Un compendio de la locura y el extravío, y una indagación psicológica acerca de los modos en que la violencia y la pulsión de muerte se apropian de la  mente femenina.

## Episodios
| Temporada | Temporada | Episodios | Episodios | Emisión original    | Emisión original        |
| Temporada | Temporada | Episodios | Episodios | Primera emisión     | Última emisión          |
| --------- | --------- | --------- | --------- | ------------------- | ----------------------- |
|           | 1         | 22        | 22        | 19 de julio de 2005 | 13 de diciembre de 2005 |
|           | 2         | 37        | 37        | 11 de abril de 2006 | 19 de diciembre de 2006 |
|           | 3         | 7         | 7         | 11 de abril de 2007 | 2 de julio de 2007      |
|           | 4         | 12        | 12        | 8 de enero de 2008  | 25 de marzo de 2008     |

## Transmisión
La serie, durante su primera temporada, fue emitida los días martes a las 23:00 (UTC-3) por Canal 13 de Argentina, y a partir de la segunda en horarios irregulares, producto del desembarco del reality Showmatch por las noches (lo que reduciría drásticamente el número de episodios en los últimos dos años). En un principio, el programa fue concebido para estrenar solo 12 capítulos (de los 14 publicados originalmente en el libro de Marisa Grinstein), y debido al éxito de público y crítica, se extiende la cantidad de envíos a 22, y su continuidad en otra temporada, y así sucesivamente en el siguiente año. Para un total de 78 episodios, se emitieron 22 episodios en la primera temporada, 37 en la segunda, 7 en la tercera y 12 en la cuarta, desde el día 19 de julio de 2005 al 25 de marzo de 2008. En enero del 2010 se pudieron ver las repeticiones los días martes a las 23:00 (UTC-3) de los que calificaron como "Mejores capítulos". Desde mayo de 2024 se transmite todos los jueves a las 22:00 por el canal Volver.

### En Estados Unidos
La serie fue estrenada el 11 de septiembre del 2013 por el canal TvPasiones. Se estrenan todos los sábados a las 18:00 y 20:00 ET Y Centro. También Miércoles (20:00 Horas) y Domingo (02:00 am).
También en 2015 Mujeres Asesinas esta en UniMÁS.
Para el día 2 de noviembre de 2015 se estrenó en Investigation Discovery

## Elenco
La siguiente lista es de actrices que han hecho el papel de asesinas en la serie:
- Eugenia Tobal
- Juana Viale
- Dolores Fonzi
- Julieta Díaz
- Cristina Banegas
- Cecilia Roth
- Betiana Blum
- Mercedes Morán
- Araceli González
- Ana María Picchio
- Valeria Bertuccelli
- Andrea Bonelli
- Claudia Fontán
- Julia Calvo
- Edda Bustamante
- Paola Krum
- Romina Gaetani
- Carola Reyna
- Bárbara Lombardo
- Leonor Manso
- Romina Ricci
- María Leal
- Nacha Guevara
- Celeste Cid
- Gloria Carrá
- Andrea Pietra
- Nancy Dupláa
- Leticia Brédice
- Vera Fogwill
- María Valenzuela
- María Socas
- Emilia Mazer
- Manuela Pal
- Agustina Cherri
- Malena Solda
- Ana María Orozco
- Eleonora Wexler
- Laura Novoa
- Virginia Innocenti
- Jazmín Stuart
- Gabriela Toscano
- Graciela Tenenbaum
- Andrea del Boca
- Belén Blanco
- Rita Cortese
- Mirta Busnelli
- Julieta Ortega
- María Abadi
- María Onetto
- Valentina Bassi

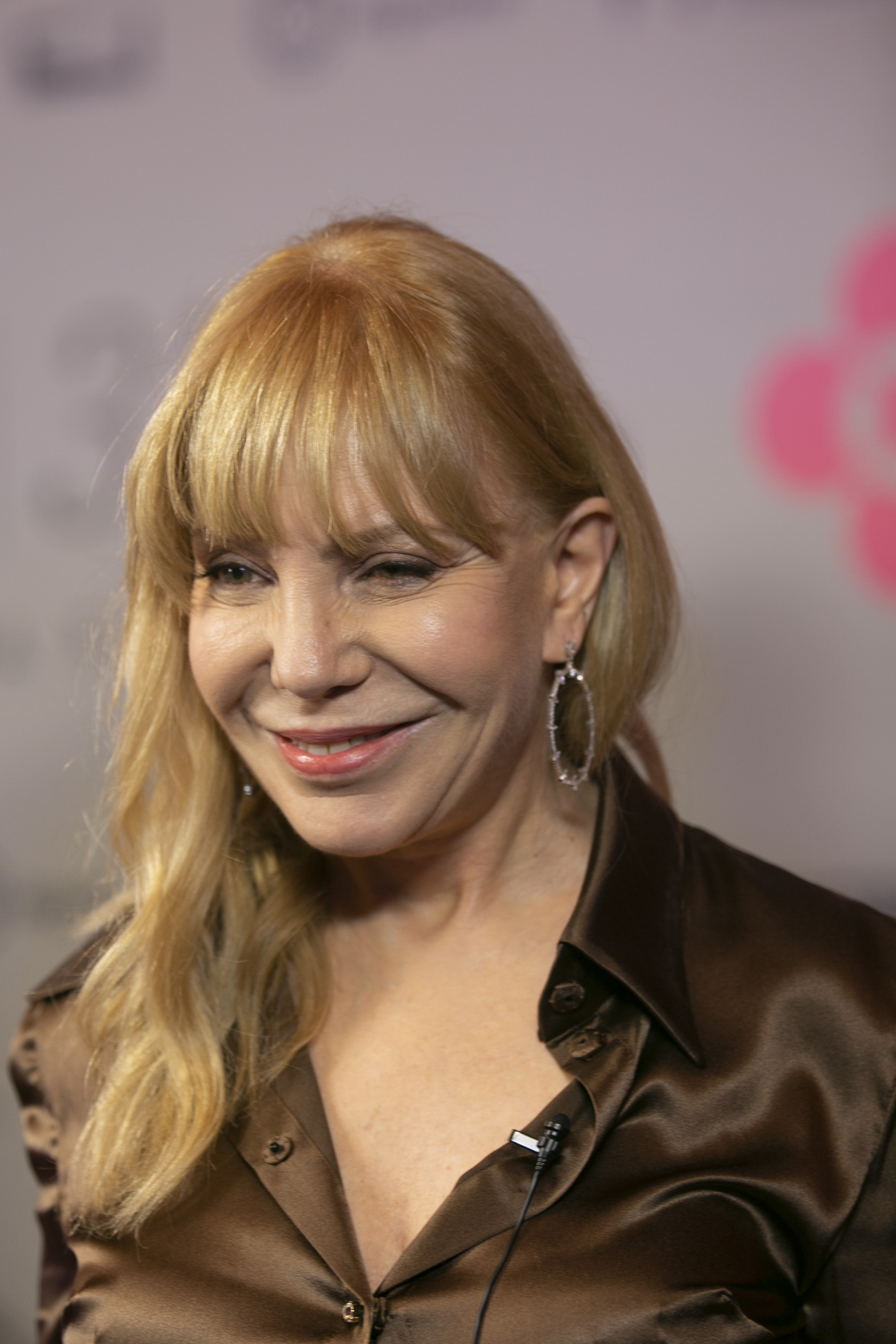
La actriz Cecilia Roth protagonizó dos episodios de la serie.

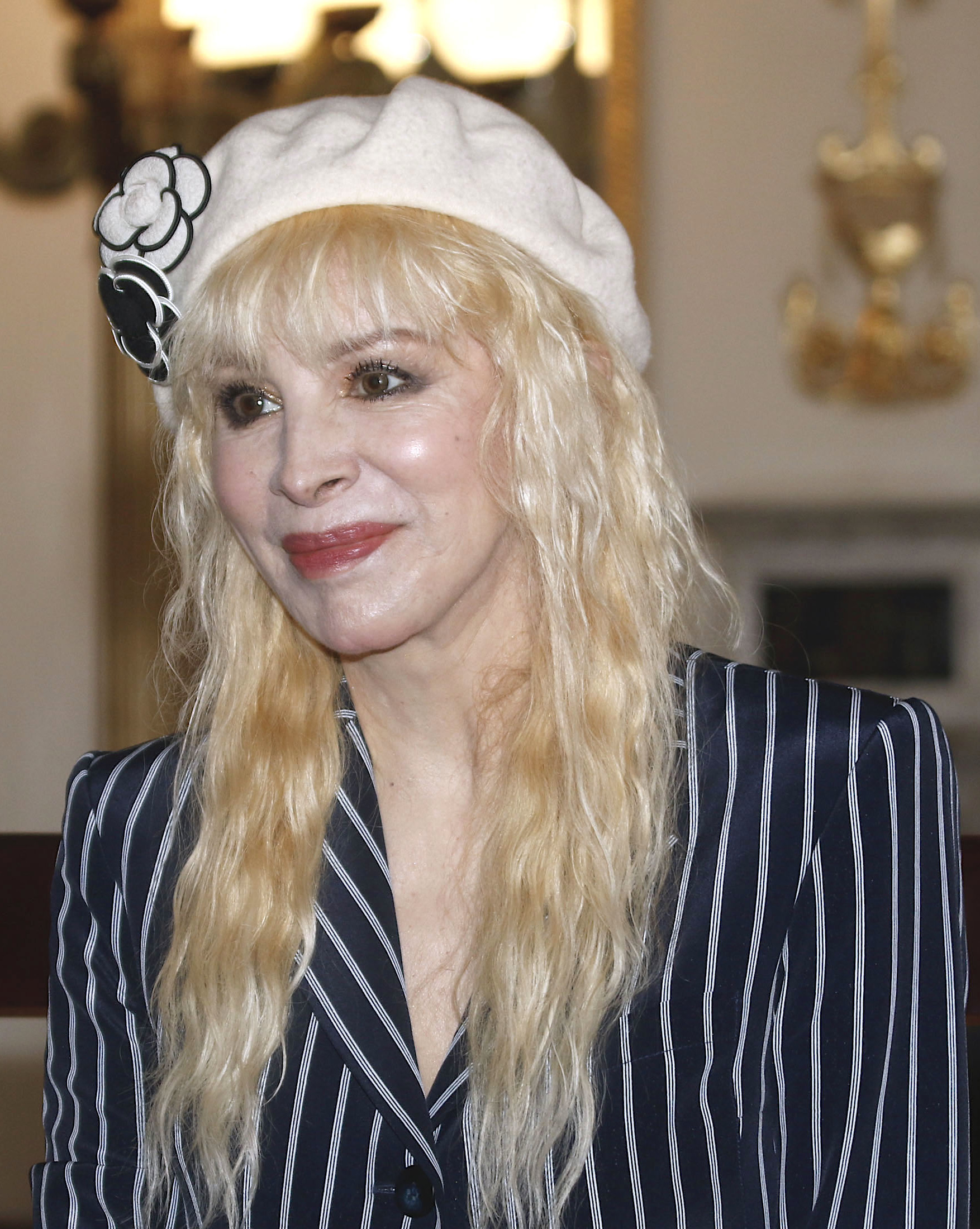
La actriz, directora y cantante Nacha Guevara interpretó a Yiya Murano, una asesina en serie acusada de homicidio y estafa en 1979.

El elenco masculino contó con las interpretaciones de Norman Briski, Luis Luque, Enrique Pinti, Enrique Liporace, Juan Leyrado, Carlos Portaluppi, Luis Ziembrowski, Felipe Colombo, Jorge D'Elía, Hugo Arana, Daniel Hendler, Luis Machín, Patricio Contreras, Alejandro Awada, entre otros. El actor Alejandro Urdapilleta fue el protagonista principal del episodio Brujas incautas y falsa mujer de la primera temporada.

## Canción de apertura
- Malo - Bebe (Primera Temporada y parte de la Segunda Temporada)
- La Vida te Da - Amparanoia (Resto de la Segunda Temporada)
- Fui tu Madre y tu Mujer - Teresita Martínez Zuviria (Tercera Temporada y Cuarta Temporada)

## Premios

### Premios Martín Fierro
| Año  | Categoría                        | Participante                                                                  | Resultado |
| ---- | -------------------------------- | ----------------------------------------------------------------------------- | --------- |
| 2005 | Martín Fierro de Oro             | Mujeres asesinas                                                              | Ganador   |
| 2005 | Mejor unitario                   | Mujeres asesinas                                                              | Ganador   |
| 2005 | Mejor actriz de unitario         | Inés Estévez - Cap: «Marta Odera, monja»                                      | Ganadora  |
| 2005 | Mejor actriz de unitario         | Araceli González - Cap: «Margarita Herlein, probadora de hombres»             | Nominada  |
| 2005 | Mejor actriz de unitario         | Cristina Banegas - Cap: «Emilia Basil, cocinera» y «Margarita, la maldita»    | Nominada  |
| 2005 | Mejor actriz de unitario         | Carola Reyna - Cap: «Sandra, la gestora»                                      | Nominada  |
| 2005 | Mejor actor de unitario          | Alejandro Urdapilleta - Cap: «Brujas incautas y falsa mujer»                  | Nominado  |
| 2005 | Mejor actor de unitario          | Norman Briski - Cap: «Emilia Basil, cocinera» y «Cándida, esposa improvisada» | Nominado  |
| 2005 | Mejor actor de unitario          | Luis Luque - Cap: «Sandra, la gestora»                                        | Nominado  |
| 2005 | Mejor actriz de reparto en drama | Claudia Fontán - Cap: «Marta Odera, monja» y «Brujas incautas y falsa mujer»  | Nominada  |
| 2005 | Mejor actor de reparto en drama  | Osvaldo Santoro - Cap: «Margarita Herlein, probadora de hombres»              | Nominado  |
| 2005 | Mejor actor de reparto en drama  | Claudio Gallardou - Cap: «Margarita Herlein, probadora de hombres»            | Nominado  |
| 2005 | Mejor autor y/o libretista       | Marisa Grinstein, Liliana Escliar, Walter Slavich y Marcelo Slavich           | Ganadores |
| 2005 | Mejor dirección                  | Daniel Barone y Jorge Nisco                                                   | Ganadores |
| 2006 | Mejor unitario                   | Mujeres asesinas                                                              | Nominada  |
| 2006 | Mejor actriz de unitario         | Cristina Banegas - Cap: «Leonor, madrastra» y «Elvira, madre abnegada»        | Ganadora  |
| 2006 | Mejor actriz de unitario         | Nacha Guevara - Cap: «Yiya Murano, envenenadora»                              | Nominada  |
| 2006 | Mejor actriz de unitario         | Araceli González - Cap: «Irma, la de los peces»                               | Nominada  |
| 2006 | Mejor actor de unitario          | Luis Luque - Cap: «Irma, la de los peces» y «Felisa, desesperada»             | Nominado  |
| 2006 | Mejor actor de unitario          | Norman Briski - Cap: «Elvira, madre abnegada» y «Pilar, esposa»               | Nominado  |
| 2006 | Mejor actriz de reparto en drama | Mónica Scapparone - Cap: «Yiya Murano, envenenadora»                          | Nominada  |
| 2006 | Mejor actor de reparto en drama  | Alejandro Awada - Cap: «Ema, costurera»                                       | Nominado  |
| 2007 | Mejor unitario                   | Mujeres asesinas                                                              | Nominada  |
| 2007 | Mejor actriz de unitario         | Cristina Banegas - Cap: «Milagros, pastora»                                   | Ganadora  |
| 2007 | Mejor actriz de unitario         | Gabriela Toscano - Cap: «Rita, burlada»                                       | Nominada  |
| 2007 | Mejor actriz de reparto en drama | Dolores Fonzi - Cap: «Rita, burlada»                                          | Nominada  |
| 2007 | Mejor actor de reparto en drama  | Carlos Belloso - Cap: «Rita, burlada»                                         | Nominado  |
| 2007 | Mejor actor de reparto en drama  | Carlos Portaluppi - Cap: «Claudia, herida»                                    | Nominado  |
| 2008 | Mejor actor de unitario          | Norman Briski - Cap: «Thelma, impaciente» y «Azucena, vengadora»              | Nominado  |

### Premios Clarín
| Año  | Categoría              | Participante                                                                     | Resultado |
| ---- | ---------------------- | -------------------------------------------------------------------------------- | --------- |
| 2005 | Mejor ficción unitaria | Mujeres asesinas                                                                 | Ganador   |
| 2005 | Mejor actriz           | Cristina Banegas - Cap: «Emilia Basil, cocinera» y «Margarita, la maldita»       | Ganadora  |
| 2005 | Mejor actriz           | Inés Estévez - Cap: «Marta Odera, monja»                                         | Nominada  |
| 2005 | Mejor dirección        | Daniel Barone y Jorge Nisco                                                      | Ganadores |
| 2005 | Mejor guion            | Marisa Grinstein y Liliana Escliar                                               | Ganadora  |
| 2006 | Mejor ficción unitaria | Mujeres asesinas                                                                 | Nominada  |
| 2006 | Mejor musicalización   | Mujeres asesinas                                                                 | Nominada  |
| 2006 | Mejor dirección        | Daniel Barone, Alberto Lecchi, Sebastián Pivotto, Jorge Nisco y Marcos Carnevale | Nominados |
| 2007 | Mejor ficción unitaria | Mujeres asesinas                                                                 | Nominada  |
| 2007 | Mejor musicalización   | Mujeres asesinas                                                                 | Nominada  |
| 2007 | Mejor dirección        | Daniel Barone y Alberto Lecchi                                                   | Ganadores |
| 2007 | Mejor guion            | Marisa Grinstein y Liliana Escliar                                               | Nominadas |
| 2007 | Mejor producción       | Mujeres asesinas                                                                 | Nominada  |
| 2008 | Mejor ficción unitaria | Mujeres asesinas                                                                 | Nominada  |
| 2008 | Mejor actriz - drama   | Rita Cortese - Cap: «Alicia, deudora»                                            | Nominada  |
| 2008 | Mejor dirección        | Daniel Barone                                                                    | Nominado  |
| 2008 | Mejor guion            | Marisa Grinstein y Liliana Escliar                                               | Nominadas |